# Pinilla del Campo
Pinilla del Campo – gmina w Hiszpanii, w prowincji Soria, w Kastylii i León, o powierzchni 19,39 km². W 2011 roku gmina liczyła 23 mieszkańców.